# Bezirk Halicz
Bezirk Halicz – dawny powiat (Bezirk) kraju koronnego Królestwo Galicji i Lodomerii, funkcjonujący w latach 1854–1867. Siedzibą starostwa było miasto Halicz.

## Historia
Bezirk Halicz utworzono w ramach reformy uwłaszczeniowej z okresu Wiosny Ludów (1848–1849), która likwidowała jurysdykcję właściciela ziemskiego nad poddanymi. W Galicji, dominium – jako podstawowa jednostka administracyjna i filar systemu feudalnego straciło rację bytu. Konieczne stało się zatem wprowadzenie nowego systemu administracyjnego, którego zręby powstały w latach 1851–1855. Nowy trójstopniowy podział administracyjny objął 21 cyrkułów (niem. Kreise), 179 małych powiatów (niem. Bezirke) i ponad 6000 gmin (niem. Gemeinde).
Bezirk Halicz objął obszar o wielkości 8,1 mil², zamieszkany przez 29.210 ludzi i podzielony na 45 gmin katastralnych, w tym jedno miasto (Halicz) i dwa miasteczka (Jezupol i Mariampol). Wszedł w skład cyrkułu stanisławowskiego, jako jeden z jego dziesięciu powiatów. Wewnątrz Bezirk Halicz znajdowała się eksklawa (obejmującą gminy Hanowce i Popławniki) należąca do Bezirk Bursztyn w cyrkule brzeżańskim. Powiat miał nietuzinkowy, nieregularny kształt z m.in. długą południową odnogą (gminy Uzin, Olszanica i Miłowanie) oraz gminą Tustań wrzynającą się w głąb Bezirk Bursztyn.
Po nadaniu Galicji autonomii oraz powołaniu samorządu gminnego i powiatowego w 1865 zlikwidowano cyrkuły (Kreise). Dotychczasowe małe powiaty (Bezirke) w liczbie 179, utrzymały się do 1867 roku, kiedy to w następstwie kolejnej reformy administracyjnej (23 stycznia 1867) zostały zastąpione przez 74 większych powiatów. Obszar zniesionego Bezirk Halicz wszedł wtedy w skład nowych powiatów stanisławowskiego, rohatyńskiego i tłumackiego (vide podział w tabeli poniżej). 19 czerwca 1867 gminę Hanusowce przeniesiono z powiatu rohatyńskiego do powiatu stanisławowskiego.

## Podział administracyjny (1854)
| Lp. | Gmina jednostkowa       | Powierzchnia | Ludność | Powiat w 1867 po zniesieniu |
| --- | ----------------------- | ------------ | ------- | --------------------------- |
| 1   | Błudniki                | 2750         | 807     | stanisławowski              |
| 2   | Bouszów                 | 5050         | 957     | rohatyński                  |
| 3   | Branówka                | 1244         | 227     | stanisławowski              |
| 4   | Dehowa                  | 500          | 250     | stanisławowski              |
| 5   | Delejów                 | 3100         | 950     | stanisławowski              |
| 6   | Demeszkowce             | 700          | 186     | rohatyński                  |
| 7   | Demianów                | 2250         | 574     | rohatyński                  |
| 8   | Dorohów                 | 2930         | 590     | stanisławowski              |
| 9   | Dubowce                 | 2000         | 1004    | stanisławowski              |
| 10  | Halicz (M)              | 4250         | 2584    | stanisławowski              |
| 11  | Hanusowce z Jastrzębcem | 1930         | 940     | rohatyński                  |
| 12  | Jezupol (m)             | 4700         | 2188    | stanisławowski              |
| 13  | Kołodziejów             | 1320         | 477     | stanisławowski              |
| 14  | Komarów                 | 2640         | 758     | stanisławowski              |
| 15  | Kozina                  | 1500         | 360     | stanisławowski              |
| 16  | Kryłos                  | 1050         | 541     | stanisławowski              |
| 17  | Kurypów                 | 650          | 153     | stanisławowski              |
| 18  | Łany                    | 1350         | 549     | stanisławowski              |
| 19  | Mariampol (m)           | 3942         | 1858    | stanisławowski              |
| 20  | Miłowanie               | 1955         | 859     | tłumacki                    |
| 21  | Niemszyn                | 1200         | 346     | rohatyński                  |
| 22  | Olszanica               | 2750         | 1064    | tłumacki                    |
| 23  | Ostrów                  | 890          | 381     | stanisławowski              |
| 24  | Perłowce                | 630          | 238     | stanisławowski              |
| 25  | Pitrycz                 | 250          | 123     | stanisławowski              |
| 26  | Pobereże                | 2291         | 1125    | stanisławowski              |
| 27  | Podgrodzie              | 800          | 382     | stanisławowski              |
| 28  | Pukasowce               | 740          | 201     | stanisławowski              |
| 29  | Ruzdwiany               | 1700         | 352     | rohatyński                  |
| 30  | Sapahów                 | 1195         | 315     | stanisławowski              |
| 31  | Siedliska               | 1125         | 206     | stanisławowski              |
| 32  | Sielec                  | 3150         | 954     | stanisławowski              |
| 33  | Słobódka                | 1150         | 300     | rohatyński                  |
| 34  | Sobotów                 | 860          | 222     | stanisławowski              |
| 35  | Sokół                   | 250          | 255     | stanisławowski              |
| 36  | St. Stanislaus          | 250          | 255     | stanisławowski              |
| 37  | Temerowce               | 1015         | 313     | stanisławowski              |
| 38  | Tumirz                  | 2450         | 642     | stanisławowski              |
| 39  | Tustań                  | 1100         | 313     | stanisławowski              |
| 40  | Uzin                    | 1810         | 637     | stanisławowski              |
| 41  | Wiktorów                | 4450         | 1521    | stanisławowski              |
| 42  | Wodniki                 | 700          | 274     | stanisławowski              |
| 43  | Wołczków                | 758          | 665     | stanisławowski              |
| 44  | Wysoczanka              | 1880         | 350     | stanisławowski              |
| 45  | Załukiew i Nielepiec    | 2600         | 1125    | stanisławowski              |

Objaśnienie:
(M) = miasto; (m) = miasteczko